# Hornet (achtbaan)
Hornet (eerder Nightmare en Mayan Mindbender) is een stalen achtbaan in Wonderland Amusement Park die na de verplaatsing op 6 maart 2009 werd geopend. Eerder stond de achtbaan al in Boblo Island en Six Flags Astroworld.

## Verplaatsingen
In 1988 opende de achtbaan voor het eerst onder de naam Nightmare in Boblo Island. Toen het park in 1993 zijn deuren sloot werd de achtbaan verplaatst naar Six Flags Astroworld. Zowel in Boblo Island als in Six Flags Astroworld was de achtbaan volledig overdekt. Toen in 2005 bekend werd dat Six Flags Astroworld ging sluiten besloot Wonderland Amusement Park de achtbaan over te nemen. De achtbaan heeft vier jaar in opslag gelegen en werd in 2009 weer heropend.